# Hi and Lois
Hi and Lois és una tira còmica nord-americana sobre una família suburbana. Creat per Mort Walker i il·lustrat per Dik Browne, els dos fills del qual treballen actualment a la tira, va debutar el 18 d'octubre de 1954, distribuït per King Features Syndicate.

## Història de la publicació
Els Flagston van aparèixer per primera vegada a Walker's Beetle Bailey. Es van convertir en la seva pròpia tira, escrita per Walker i dibuixada per Browne. Lois Flagston (de soltera Bailey) és la germana de Beetle Bailey i les dues tires fan creuaments ocasionals. Un d'ells es va produir en el 40è aniversari de la tira el 1994, quan Beetle va visitar la seva germana Lois i la seva família. En Chip s'assembla al seu oncle Beetle en actitud i aparença, especialment els ulls.
La tira va fer esforços per mantenir-se al dia amb els temps, com ara la mestressa de casa Lois Flagston que va fer una carrera en el sector immobiliari el 1980. En dècades anteriors, la tira va ser aclamada; el 1962, va guanyar a Browne un premi Reuben de la National Cartoonists Society.
La tira es va enfrontar a una certa controvèrsia a causa dels canvis en les restriccions de contingut des del seu debut a la dècada de 1950. Una vegada, els editors van insistir que llombrígols no hi podien aparèixer; en protesta, Browne va incloure una caixa de taronges de melic amb clotets.
Ara com a Zombie strip (produïda pels fills) de l'equip creatiu original, la tira està escrita per Brian i Greg Walker i dibuixada per Robert "Chance" Browne i Eric Reaves.
A partir del 2016, Hi i Lois apareixen a 1.000 diaris d'arreu del món.

### Còmics
La família Flagston també va aparèixer en una sèrie de Charlton Comics. Des del novembre de 1969 fins al juliol de 1971 se'n van publicar onze números. El preu de la coberta era de quinze cèntims de dolar.

### Animació televisiva
Hi i Lois van aparèixer de manera destacada a la pel·lícula d'animació de televisió Popeye Meets the Man Who Hated Laughter, que va debutar a ABC el 7 d'octubre de 1972, com a part de la sèrie d'antologia de la cadena The ABC Saturday Superstar Movie.

## Personatges
- Hi i Lois Flagston: Hi (abreviatura de Hiram)[9] i Lois són els típics suburbans americans de classe mitjana. Els seus noms són un joc de paraules amb els termes "oposats" de "alt i baix". Hola, és una gerent de vendes, la Lois és una immobiliària. Tenen quatre fills.
  - Chip: un adolescent de secundària descuidat, indolent i adolescent; un acudit recurrent fa que Chip surti sovint amb noves xicotes. Quan va començar la tira tenia vuit anys, Chip va créixer fins a la seva adolescència en algun moment dels anys 60, on s'ha aturat.
  - Dot i Ditto: bessons revoltosos Dot (nena) i Ditto (nen), nens de quatre anys quan va començar la tira, ara (i des de finals dels seixanta) en edat escolar; Dot és el millor estudiant dels dos.
  - Trixie: la filla petita rossa i pigosa dels Flagston, a qui li encanta "parlar" (a través de globus de pensament) amb Sunbeam, un raig de llum solar. Mentre que els altres nens han envellit, la Trixie no.
- Dawg: el gos pastor gran, mandrós i pelut dels Flagston.
- Thirsty Thurston: el veí del costat gros, mandrós i sovint borratxo dels Flagston; Hola company de feina i amic de golf.
- Irma Thurston: l'esposa prima, cansada i assedegada.
- Abercrombie i Fitch: els simpàtics recol·lectors d'escombraries del barri. Els seus noms provenen del fabricant d'elit d'articles esportius i d'excursions d'aquella època.
- Sr. Foofram: Propietari i president de Foofram Industries, on treballen Hi i Thirsty. Diminutiu i de vegades de caràcter curt, però no un tirà.
- Mr. Wavering: un veí gran de Hi i Lois; va servir com a caporal al Cos de Marines dels Estats Units.[9]

## Recepció
Ron Goulart va elogiar l'obra d'art de Dik Browne per a la tira, afirmant que "Browne va fer que Hi i Lois siguin una de les tires visualment més interessants de la pàgina de còmics". En un article per a Entertainment Weekly revisant les tires còmiques actuals, Ken Tucker va donar a Hi i Lois una qualificació B+, i va afegir que tenia el "humor més suau" de totes les tires còmiques de Mort Walker.